# La Chapelle-sur-Loire
La Chapelle-sur-Loire – miejscowość i gmina we Francji, w Regionie Centralnym, w departamencie Indre i Loara.
Według danych na rok 1990 gminę zamieszkiwało 1386 osób, a gęstość zaludnienia wynosiła 72 osoby/km² (wśród 1842 gmin Regionu Centralnego La Chapelle-sur-Loire plasuje się na 288. miejscu pod względem liczby ludności, natomiast pod względem powierzchni na miejscu 685.).